# Longitarsus pulmonariae
Longitarsus pulmonariae är en skalbaggsart som beskrevs av Julius Weise 1893. Longitarsus pulmonariae ingår i släktet Longitarsus, och familjen bladbaggar. Arten har ej påträffats i Sverige.